# Gert Hofmann
Gert Hofmann (Limbach-Oberfrohna, Imperio alemán, 29 de enero de 1931 - Erding, 1 de julio de 1993) fue un escritor alemán.

## Biografía
Gert Hofmann nació en Limbach-Oberfrohna (Sajonia). En 1948 se trasladó con su familia a Leipzig, donde asistió a la escuela de idiomas y superó los exámenes de traductor e intérprete de ruso e inglés. En la Universidad de Leipzig inició estudios de lenguas romances, germánicas, eslavas e inglesas. En 1951 abandonó la República Democrática Alemana y se instaló en Friburgo, en la República Federal de Alemania, donde continuó sus estudios de idiomas, a los que añadió los de Sociología y Ciencias Políticas. En 1957 obtuvo su doctorado en Filosofía con una tesis sobre el escritor estadounidense Henry James. Padre de Michael Hofmann, poeta y traductor.
Desde 1961 fue profesor de alemán en universidades de Francia, Reino Unido y Estados Unidos. Entre 1971 y 1980 vivió en Klagenfurt (Alemania), enseñando simultáneamente en la Universidad de Liubliana . En 1980 se instaló con su familia en Erding, Baviera, donde murió en 1992 de un derrame cerebral.
La producción literaria de Gert Hofmann comenzó en la década de 1960 con obras radiofónicas y algunas obras teatrales. A partir de 1979 publicó una serie de cuentos y novelas que lo dieron a conocer a un público más amplio. En sus obras dramáticas, Hofmann aborda temas de crítica social, mientras que su narrativa, que ha sido comparada con la de Thomas Bernhard, trata de personajes física o moralmente traumatizados que viven en un mundo cruel e inquietante. Los temas de la represión de la memoria del pasado alemán y sus consecuencias son recurrentes en la obra de Gert Hofmann.
Miembro desde 1987 de la Deutschen Akademie für Sprache und Dichtung, recibió por su obra el premio Ingeborg-Bachmann, el premio Alfred Döblin y el Literaturpreis der Landeshauptstadt München.

## Obra
Varias obras de Hofmann han sido traducidas por su hijo, el poeta Michael Hofmann (*1957 en Friburgo). Die Denunziation (1979) y Veilchenfeld (1986) tratan sobre el Holocausto.
- Der Bürgermeister, obra teatral, 1963.
- Der Sohn, obra teatral, 1966.
- Advokat Patelin, obra teatral, 1976.
- Die Denunziation, relato, 1979.
- Die Fistelstimme, novela, 1980.
- Fuhlrotts Vergeßlichkeit und Portrait eines uns bekannten Kopfes, dous relatos, 1981
- Gespräch über Balzacs Pferd,  relatos,1981.
- Die Überflutung, radio teatro, 1981.
- Auf dem Turm, novela,1982.
- Die Rückkehr des verlorenen Jakob Michael Reinhold Lenz nach Riga, relato,1984.
- Unsere Eroberung, novela,1984.
- Der Blindensturz, relato, 1985.
- Veilchenfeld, relato, 1986
- Die Weltmaschine, relato, 1986.
- Casanova und die Figurantin, novela curta, 1987.
- Unsere Vergeßlichkeit, novela, 1987.
- Vor der Regenzeit, novela, 1988.
- Der Kinoerzähler, novela 1990 (levada ao cine en 1993).
- Tolstois Kopf, contos, München [u. a.] 1991
- Das Glück, Roman, 1992.
- Die kleine Stechardin, novela, 1994.